# La telaraña
La telaraña é uma telenovela mexicana, produzida pela Televisa e exibida em 1961 pelo Telesistema Mexicano.

## Elenco
- Rafael Llamas
- Angelines Fernández
- Paz Villegas
- Roberto Cañedo
- Francisco Jambrina